# Archives départementales de la Haute-Vienne
Les archives départementales de la Haute-Vienne sont un service du conseil départemental de la Haute-Vienne, chargé de collecter les archives, de les classer, les conserver et les mettre à la disposition du public. Fondées à la Révolution, elles se situent depuis 1985 dans un bâtiment qui leur est spécifiquement dédié, allée Alfred-Leroux, au sud-ouest de Limoges.

## Histoire
Les fonds conservés sont initialement répartis dans différents lieux (Intendance, collège, palais de l'évêché, tribunal) avant d'être centralisés en 1858 dans le centre-ville de Limoges, place du Présidial, dans des locaux partagés avec le musée municipal, la bibliothèque et d'autres services administratifs. La nomination d'un premier archiviste, Élie-Joseph Lefebvre, date de 1821. Le passage à ce poste d’Alfred Leroux, en place de 1878 à 1908, permet une nette amélioration dans le classement des documents. Les Archives sont transférées rue des Combes, en 1902, près du nouvel hôtel de préfecture. L'actuel bâtiment est quant à lui inauguré en 1985.
En 2018, le bâtiment des Archives bénéficie d'importants travaux de modernisation et d'agrandissement.

## Collections
Ces archives départementales détiennent les dossiers des membres et les bulletins Association pour l’histoire et la défense des dernières familles anoblies par charge (ADF), association spécialisée dans l’étude de la noblesse inachevée. 

## Directeurs
- 1821-1841 : Élie-Joseph Lefebvre ;
- 1843-1850 : Achille Leymarie ;
- 1850-1853 : Gustave de Burdin ;
- 1854-1867 : Maurice Ardant ;
- 1867-1870 : Félix Achard
- 1871-1874 : Charles Aubépin ;
- 1874-1878 : Camille Rivain ;
- 1878-1908 : Alfred Leroux ;
- 1908-1933 : Auguste Petit ;
- 1933-1934 : Pierre Morel ;
- 1934-1949 : André Betgé-Brézetz
- 1949-1950 : Monique Langlois
- 1950-1954 : Michel Duchein
- 1954-1990 : Jacques Decanter
- 1990-1992 : Marie-Paule Arnauld
- 1992-1993 : Michel Ollion ;
- 1993-2009 : Robert Chanaud ;
- 2009-2012 : Joseph Schmauch ;
- 2012-2021 : Pascale Marouseau
- Depuis 2021 : Michel Sarter

## Pour approfondir